# Félix Cabano
Félix Cabano (Quilmes, 8 luglio 1896 – Quilmes, 15 settembre 1949) è stato un calciatore argentino, di ruolo attaccante.

## Caratteristiche tecniche
Giocava come interno destro.